# Iglesia de San Ginés (Basquiñuelas)
La iglesia de San Ginés es un edificio situado en el concejo español de Basquiñuelas, en la provincia de Álava.

## Descripción
El edificio se encuentra en el concejo español de Basquiñuelas, del municipio de Ribera Alta, perteneciente a la provincia de Álava, en la comunidad autónoma del País Vasco. Se menciona como iglesia parroquial del lugar en el cuarto volumen del Diccionario geográfico-estadístico-histórico de España y sus posesiones de Ultramar de Pascual Madoz, donde aparece descrita con las siguientes palabras: «una parr. (San Gines), servida por un cura beneficiado». En el tomo de la Geografía general del País Vasco-Navarro dedicado a Álava y escrito por Vicente Vera y López, se dice lo siguiente: «Su parroquia es de categoría rural de segunda clase, está dedicada á San Ginés y pertenece al arciprestazgo de La Ribera».